# Liga Națională de handbal feminin 2013-2014, fazele eliminatorii
Acest articol descrie fazele eliminatorii ale Ligii Naționale de handbal feminin 2013-2014.

## Format
Sezonul 2013-2014 al Ligii Naționale de handbal feminin a fost primul în care Federația Română de Handbal a introdus un format final de tip Play-Off și Play-Out. La finalul sezonului regulat, echipele participante au fost împărțite în două serii valorice, în funcție de locurile ocupate în clasament. Prima serie, alcătuită din formațiile clasate pe locurile 1-6 la sfârșitul sezonului regulat, a disputat meciurile în sistem Play-Off. A doua serie, alcătuită din formațiile clasate pe locurile 7-14 la sfârșitul sezonului regulat, a disputat meciurile în sistem Play-Out.
În Faza I a noului format de desfășurare, meciurile s-au disputat după sistemul „cel mai bun din 3 jocuri”. În caz de egalitate de puncte după primele două meciuri, s-ar fi disputat un al treilea meci, pe terenul echipei celei mai bine clasate. Dacă rezultatul ar fi fost egal după al treilea meci, s-ar fi executat aruncări de la șapte metri, conform Regulamentului de Desfășurare de Ligii Naționale.
După încheierea Fazei I, în cadrul celor două serii s-au format câte două grupe, în total patru:
- grupa echipelor învingătoare din Play-Off, alcătuită din echipele clasate pe locurile 1-3;
- grupa echipelor învinse din Play-Off, alcătuită din echipele clasate pe locurile 4-6;
- grupa echipelor învingătoare din Play-Out, alcătuită din echipele clasate pe locurile 7-9.
- grupa echipelor învinse din Play-Out, alcătuită din echipele clasate pe locurile 10-12.

În Faza a II-a a noului format de desfășurare, meciurile din cele patru grupe s-au disputat în sistem tur-retur, programul acestora fiind alcătuit după Tabela Berger, iar numerele de ordine stabilindu-se prin tragere la sorți. După terminarea meciurilor din cadrul acestei faze s-a întocmit clasamentul final al Ligii Naționale de handbal feminin 2013-2014, locurile 1-3, 4-6, 7-9 și 10-12. Tragerea la sorți pentru meciurile Fazei a II-a a avut loc pe 29 aprilie 2014, la sediul FRH.

## Play-Off și Play-Out

### Play-Off
Echipele din prima serie valorică au disputat partidele după cum urmează:
- locul 6 – locul 1
- locul 5 – locul 2
- locul 4 – locul 3

Deoarece primele trei echipe s-au calificat în Faza a II-a după primele două meciuri, al treilea meci nu s-a mai disputat.
| Echipa 1      | Echipa a 2-a      | Manșa 1 | Manșa a 2-a | Manșa a 3-a         |
| ------------- | ----------------- | ------- | ----------- | ------------------- |
| HCM Baia Mare | HC Zalău          | 33 - 23 | 28 - 21     | Nu s-a mai disputat |
| Corona Brașov | „U” Jolidon Cluj  | 29 - 28 | 34 - 26     | Nu s-a mai disputat |
| HCM Roman     | HC Dunărea Brăila | 23 - 26 | 18 - 18     | Nu s-a mai disputat |

Conform calendarului FRH:

### Faza I
| 5 mai 2014 17:00 | HC Zalău          | 23 - 33 | HCM Baia Mare | Sala Sporturilor, Zalău Asistență: 1.000 Arbitri: Manea, Iliescu |
| 5 mai 2014 17:00 | Constantinescu 10 | (12-14) | Geiger 6      | Sala Sporturilor, Zalău Asistență: 1.000 Arbitri: Manea, Iliescu |
| 5 mai 2014 17:00 | 2×                | Cronica | 2×            | Sala Sporturilor, Zalău Asistență: 1.000 Arbitri: Manea, Iliescu |

| 5 mai 2014 18:30 | HC Dunărea Brăila | 26 - 23 | HCM Roman          | Sala Polivalentă, Roman Arbitri: Belean, Călina |
| 5 mai 2014 18:30 | Perianu 10        | (15-11) | Băbeanu, Stoleru 6 | Sala Polivalentă, Roman Arbitri: Belean, Călina |
| 5 mai 2014 18:30 | 1×                | Cronica | 2×                 | Sala Polivalentă, Roman Arbitri: Belean, Călina |

| 6 mai 2014 18:30 | „U” Jolidon Cluj | 28 - 29 | Corona Brașov | Sala Sporturilor Horia Demian, Cluj Asistență: 300 Arbitri: Năstase, Stancu |
| 6 mai 2014 18:30 | Senocico 10      | (12-18) | Hotea 6       | Sala Sporturilor Horia Demian, Cluj Asistență: 300 Arbitri: Năstase, Stancu |
| 6 mai 2014 18:30 | 3× 2×            | Cronica | 6× 3×         | Sala Sporturilor Horia Demian, Cluj Asistență: 300 Arbitri: Năstase, Stancu |

| 8 mai 2014 18:00 | HCM Baia Mare | 28 - 21 | HC Zalău          | Sala Sporturilor Lascăr Pană, Baia Mare Asistență: 2.000 Arbitri: Badiu, Barbu |
| 8 mai 2014 18:00 | Geiger 7      | (15-10) | Constantinescu 12 | Sala Sporturilor Lascăr Pană, Baia Mare Asistență: 2.000 Arbitri: Badiu, Barbu |
| 8 mai 2014 18:00 | 2×            | Cronica | 1×                | Sala Sporturilor Lascăr Pană, Baia Mare Asistență: 2.000 Arbitri: Badiu, Barbu |

| 8 mai 2014 19:30 | HCM Roman | 18 - 18 | HC Dunărea Brăila | Sala Polivalentă „Danubius”, Brăila Arbitri: Nacu, Rucoi |
| 8 mai 2014 19:30 | Băbeanu 6 | (8-11)  | Perianu 6         | Sala Polivalentă „Danubius”, Brăila Arbitri: Nacu, Rucoi |
| 8 mai 2014 19:30 | 3×        | Cronica | 4× 1×             | Sala Polivalentă „Danubius”, Brăila Arbitri: Nacu, Rucoi |

| 9 mai 2014 18:00 | Corona Brașov | 34 - 26 | „U” Jolidon Cluj | Sala Sporturilor Dumitru Popescu Colibași, Brașov Arbitri: Agliceriu, Arbunea |
| 9 mai 2014 18:00 | Zamfir 8      | (16-11) | Senocico 13      | Sala Sporturilor Dumitru Popescu Colibași, Brașov Arbitri: Agliceriu, Arbunea |
| 9 mai 2014 18:00 |               |         |                  | Sala Sporturilor Dumitru Popescu Colibași, Brașov Arbitri: Agliceriu, Arbunea |

### Faza a II-a

#### Grupa 1, locurile 1-3
| Poz. | Echipa            | J | V | E | Î | GM  | GP  | DG   | P  |
| ---- | ----------------- | - | - | - | - | --- | --- | ---- | -- |
| 1    | HCM Baia Mare     | 4 | 4 | 0 | 0 | 141 | 113 | + 28 | 12 |
| 2    | Corona Brașov     | 4 | 2 | 0 | 2 | 127 | 119 | + 8  | 6  |
| 3    | HC Dunărea Brăila | 4 | 0 | 0 | 4 | 96  | 132 | - 36 | 0  |

#### Tur
| 14 mai 2014 18:45 | Corona Brașov | 30 - 35 | HCM Baia Mare | Sala Sporturilor Dumitru Popescu Colibași, Brașov Arbitri: Harabagiu, Stănescu |
| 14 mai 2014 18:45 | Brădeanu 10   | (16-15) | Geiger 9      | Sala Sporturilor Dumitru Popescu Colibași, Brașov Arbitri: Harabagiu, Stănescu |
| 14 mai 2014 18:45 | 5×            | Cronica | 7×            | Sala Sporturilor Dumitru Popescu Colibași, Brașov Arbitri: Harabagiu, Stănescu |

| 17 mai 2014 13:45 | HC Dunărea Brăila | 19 - 33 | Corona Brașov | Sala Polivalentă „Danubius”, Brăila Arbitri: Din, Dinu |
| 17 mai 2014 13:45 | Moldovan 5        | (6-14)  | Burghel 6     | Sala Polivalentă „Danubius”, Brăila Arbitri: Din, Dinu |
| 17 mai 2014 13:45 | Cronica           |         |               | Sala Polivalentă „Danubius”, Brăila Arbitri: Din, Dinu |

| 21 mai 2014 18:30 | HCM Baia Mare | 38 - 24 | HC Dunărea Brăila | Sala Sporturilor Lascăr Pană, Baia Mare Arbitri: Belean, Călina |
| 21 mai 2014 18:30 | Geiger 8      | (16-12) | Moldovan 9        | Sala Sporturilor Lascăr Pană, Baia Mare Arbitri: Belean, Călina |
| 21 mai 2014 18:30 | 3×            | Cronica | 2×                | Sala Sporturilor Lascăr Pană, Baia Mare Arbitri: Belean, Călina |

#### Retur
| 25 mai 2014 17:00 | HCM Baia Mare           | 38 - 33 | Corona Brașov | Sala Sporturilor Lascăr Pană, Baia Mare Asistență: 3.000 Arbitri: Băducu, Voicu |
| 25 mai 2014 17:00 | Ardean-Elisei, Geiger 6 | (22-14) | Brădeanu 9    | Sala Sporturilor Lascăr Pană, Baia Mare Asistență: 3.000 Arbitri: Băducu, Voicu |
| 25 mai 2014 17:00 | 3×                      | Cronica | 2×            | Sala Sporturilor Lascăr Pană, Baia Mare Asistență: 3.000 Arbitri: Băducu, Voicu |

| 28 mai 2014 19:00 | Corona Brașov | 31 - 27 | HC Dunărea Brăila | Sala Sporturilor Dumitru Popescu Colibași, Brașov Arbitri: Din, Dinu |
| 28 mai 2014 19:00 | Chiper 7      | (15-14) | Moldovan 10       | Sala Sporturilor Dumitru Popescu Colibași, Brașov Arbitri: Din, Dinu |
| 28 mai 2014 19:00 | Cronica       |         |                   | Sala Sporturilor Dumitru Popescu Colibași, Brașov Arbitri: Din, Dinu |

| 31 mai 2014 14:30 | HC Dunărea Brăila | 26 - 30 | HCM Baia Mare | Sala Polivalentă „Danubius”, Brăila Asistență: 800 Arbitri: Georgescu, Moldoveanu |
| 31 mai 2014 14:30 | Horjea 8          | (11-17) | Tătar 7       | Sala Polivalentă „Danubius”, Brăila Asistență: 800 Arbitri: Georgescu, Moldoveanu |
| 31 mai 2014 14:30 | 1× 3×             | Cronica | 3×            | Sala Polivalentă „Danubius”, Brăila Asistență: 800 Arbitri: Georgescu, Moldoveanu |

#### Grupa a 2-a, locurile 4-6
| Poz. | Echipa           | J | V | E | Î | GM  | GP  | DG  | P |
| ---- | ---------------- | - | - | - | - | --- | --- | --- | - |
| 1    | „U” Jolidon Cluj | 4 | 3 | 0 | 1 | 103 | 102 | + 1 | 9 |
| 2    | HCM Roman        | 4 | 2 | 0 | 2 | 108 | 107 | + 1 | 6 |
| 3    | HC Zalău         | 4 | 1 | 0 | 3 | 104 | 106 | - 2 | 3 |

#### Tur
| 14 mai 2014 18:00 | „U” Jolidon Cluj | 26 - 23 | HC Zalău | Sala Sporturilor Horia Demian, Cluj Arbitri: Georgescu, Moldoveanu |
| 14 mai 2014 18:00 | Senocico 10      | (14-12) | Pintea 8 | Sala Sporturilor Horia Demian, Cluj Arbitri: Georgescu, Moldoveanu |
| 14 mai 2014 18:00 | 4×               | Cronica | 3×       | Sala Sporturilor Horia Demian, Cluj Arbitri: Georgescu, Moldoveanu |

| 17 mai 2014 11:00 | HCM Roman         | 31 - 27 | „U” Jolidon Cluj | Sala Polivalentă, Roman Arbitri: Năstase, Stancu |
| 17 mai 2014 11:00 | Băbeanu, Iuganu 7 | (18-16) | Senocico 9       | Sala Polivalentă, Roman Arbitri: Năstase, Stancu |
| 17 mai 2014 11:00 | 4×                |         | 3×               | Sala Polivalentă, Roman Arbitri: Năstase, Stancu |

| 21 mai 2014 11:00 | HC Zalău  | 34 - 27 | HCM Roman | Sala Polivalentă, Roman Arbitri: Barbu, Ciurea |
| 21 mai 2014 11:00 | Pintea 15 | (20-13) | Crap 7    | Sala Polivalentă, Roman Arbitri: Barbu, Ciurea |
| 21 mai 2014 11:00 |           |         |           | Sala Polivalentă, Roman Arbitri: Barbu, Ciurea |

#### Retur
| 24 mai 2014 11:00 | HC Zalău          | 25 - 26 | „U” Jolidon Cluj | Sala Sporturilor, Zalău Arbitri: Barbu, Manafu |
| 24 mai 2014 11:00 | Constantinescu 10 | (15-11) | Vintilă 8        | Sala Sporturilor, Zalău Arbitri: Barbu, Manafu |
| 24 mai 2014 11:00 | 4×                |         | 6×               | Sala Sporturilor, Zalău Arbitri: Barbu, Manafu |

| 28 mai 2014 17:30 | „U” Jolidon Cluj | 24 - 23 | HCM Roman | Sala Sporturilor Horia Demian, Cluj Arbitri: Drăgănescu, Eremia |
| 28 mai 2014 17:30 | Senocico 7       | (13-7)  | Băbeanu 9 | Sala Sporturilor Horia Demian, Cluj Arbitri: Drăgănescu, Eremia |
| 28 mai 2014 17:30 |                  | 2×      |           | Sala Sporturilor Horia Demian, Cluj Arbitri: Drăgănescu, Eremia |

| 31 mai 2014 11:00 | HCM Roman | 27 - 22 | HC Zalău         | Sala Sporturilor, Zalău Arbitri: Pârvu, Stamatoiu |
| 31 mai 2014 11:00 | Iuganu 6  | (13-12) | Constantinescu 9 | Sala Sporturilor, Zalău Arbitri: Pârvu, Stamatoiu |
| 31 mai 2014 11:00 | 2×        |         | 5×               | Sala Sporturilor, Zalău Arbitri: Pârvu, Stamatoiu |

### Play-Out
Echipele din a doua serie valorică vor disputa partidele după cum urmează:
- locul 12 – locul 7
- locul 11 – locul 8
- locul 10 – locul 9

| Echipa 1         | Echipa a 2-a       | Manșa 1 | Manșa a 2-a | Manșa a 3-a         |
| ---------------- | ------------------ | ------- | ----------- | ------------------- |
| CSM București    | HCM Râmnicu Vâlcea | 26 - 20 | 29 - 22     | Nu s-a mai disputat |
| CSM Cetate Deva  | CSM Ploiești       | 27 - 32 | 31 - 29     | 25 - 21             |
| Neptun Constanța | SCM Craiova        | 18 - 23 | 20 - 23     | Nu s-a mai disputat |

Conform calendarului FRH:

### Faza I
| 7 mai 2014 16:30 | SCM Craiova | 23 - 18 | CSU Neptun Constanța | Sala Polivalentă, Craiova Arbitri: Șerbu, Vasilescu |
| 7 mai 2014 16:30 | Ianași 8    | (10-8)  | Tiron 9              | Sala Polivalentă, Craiova Arbitri: Șerbu, Vasilescu |
| 7 mai 2014 16:30 |             |         |                      | Sala Polivalentă, Craiova Arbitri: Șerbu, Vasilescu |

| 7 mai 2014 18:00 | HCM Râmnicu Vâlcea | 20 - 26 | CSM București | Sala Sporturilor Traian, Râmnicu Vâlcea Arbitri: Băducu, Voicu |
| 7 mai 2014 18:00 | Chirilă, Luca 5    | (10-17) | Vizitiu 9     | Sala Sporturilor Traian, Râmnicu Vâlcea Arbitri: Băducu, Voicu |
| 7 mai 2014 18:00 | 1×                 | Cronica | 5×            | Sala Sporturilor Traian, Râmnicu Vâlcea Arbitri: Băducu, Voicu |

| 7 mai 2014 18:00 | CSM Ploiești | 32 - 27 | CSM Cetate Deva | Sala Sporturilor Olimpia, Ploiești Asistență: 300 Arbitri: Fânață, Hendrea |
| 7 mai 2014 18:00 | Anghelina 8  | (20-13) | Cartaș 8        | Sala Sporturilor Olimpia, Ploiești Asistență: 300 Arbitri: Fânață, Hendrea |
| 7 mai 2014 18:00 | 3× 1×        | Cronica | 3×              | Sala Sporturilor Olimpia, Ploiești Asistență: 300 Arbitri: Fânață, Hendrea |

| 10 mai 2014 17:00 | CSM București | 29 - 22 | HCM Râmnicu Vâlcea | Sala Rapid, București Arbitri: Dima, Gheorghiu |
| 10 mai 2014 17:00 | Vărzaru 12    | (12-15) | Andrei 7           | Sala Rapid, București Arbitri: Dima, Gheorghiu |
| 10 mai 2014 17:00 | 1×            | Cronica | 3×                 | Sala Rapid, București Arbitri: Dima, Gheorghiu |

| 10 mai 2014 18:00 | CSM Cetate Deva | 31 - 29 | CSM Ploiești        | Sala Sporturilor, Deva Arbitri: Din, Dinu |
| 10 mai 2014 18:00 | Krnić 8         | (18-15) | Anghelina, Ștefan 7 | Sala Sporturilor, Deva Arbitri: Din, Dinu |
| 10 mai 2014 18:00 | 4×              |         | 2×                  | Sala Sporturilor, Deva Arbitri: Din, Dinu |

| 10 mai 2014 18:30 | CSU Neptun Constanța | 20 - 23 | SCM Craiova | Sala Sporturilor, Constanța Arbitri: Florescu, Stoia |
| 10 mai 2014 18:30 | Șeiko 7              | (10-8)  | Tivadar 6   | Sala Sporturilor, Constanța Arbitri: Florescu, Stoia |
| 10 mai 2014 18:30 | 7×                   |         | 7×          | Sala Sporturilor, Constanța Arbitri: Florescu, Stoia |

| 11 mai 2014 19:00 | CSM Cetate Deva  | 25 - 21 | CSM Ploiești | Sala Sporturilor, Deva Arbitri: Blas, Ghiorghișor |
| 11 mai 2014 19:00 | Cartaș, Simion 6 | (13-10) | Dincu 7      | Sala Sporturilor, Deva Arbitri: Blas, Ghiorghișor |
| 11 mai 2014 19:00 | 4×               |         | 4×           | Sala Sporturilor, Deva Arbitri: Blas, Ghiorghișor |

### Faza a II-a

#### Grupa 1, locurile 7-9
| Poz. | Echipa          | J | V | E | Î | GM  | GP  | DG   | P |
| ---- | --------------- | - | - | - | - | --- | --- | ---- | - |
| 1    | CSM București   | 4 | 3 | 0 | 1 | 119 | 92  | + 27 | 9 |
| 2    | SCM Craiova     | 4 | 2 | 0 | 2 | 98  | 102 | - 4  | 6 |
| 3    | CSM Cetate Deva | 4 | 1 | 0 | 3 | 82  | 105 | - 23 | 3 |

#### Tur
| 14 mai 2014 18:00 | CSM București | 32 - 20 | CSM Cetate Deva | Sala Rapid, București Arbitri: Gorina, Melencu |
| 14 mai 2014 18:00 | Manea 7       | (15-8)  | Cartaș 6        | Sala Rapid, București Arbitri: Gorina, Melencu |
| 14 mai 2014 18:00 | Cronica       |         |                 | Sala Rapid, București Arbitri: Gorina, Melencu |

| 17 mai 2014 18:00 | SCM Craiova | 33 - 30 | CSM București     | Sala Polivalentă, Craiova Arbitri: Gall, Savu |
| 17 mai 2014 18:00 | Snopova 8   | (17-14) | Glibko, Vărzaru 8 | Sala Polivalentă, Craiova Arbitri: Gall, Savu |
| 17 mai 2014 18:00 | 6×          | Cronica | 5×                | Sala Polivalentă, Craiova Arbitri: Gall, Savu |

| 21 mai 2014 18:00 | CSM Cetate Deva | 19 - 17 | SCM Craiova | Sala Sporturilor „Florin Fleșeriu”, Sebeș Arbitri: Doană, Gociu |
| 21 mai 2014 18:00 | Cartaș 6        | (11-9)  | Ilie 4      | Sala Sporturilor „Florin Fleșeriu”, Sebeș Arbitri: Doană, Gociu |
| 21 mai 2014 18:00 |                 |         |             | Sala Sporturilor „Florin Fleșeriu”, Sebeș Arbitri: Doană, Gociu |

#### Retur
| 24 mai 2014 19:00 | CSM Cetate Deva | 21 - 26 | CSM București | Sala Sporturilor „Florin Fleșeriu”, Sebeș Arbitri: Foltic, Pipa |
| 24 mai 2014 19:00 | Cartaș 10       | (10-14) | Vărzaru 7     | Sala Sporturilor „Florin Fleșeriu”, Sebeș Arbitri: Foltic, Pipa |
| 24 mai 2014 19:00 | 4×              | Cronica | 3×            | Sala Sporturilor „Florin Fleșeriu”, Sebeș Arbitri: Foltic, Pipa |

| 28 mai 2014 18:00 | CSM București | 31 - 18 | SCM Craiova | Sala Rapid, București Arbitri: Muntean, Turdean |
| 28 mai 2014 18:00 | Vărzaru 7     | (18-10) | Cioaric 5   | Sala Rapid, București Arbitri: Muntean, Turdean |
| 28 mai 2014 18:00 | 4×            | Cronica | 1×          | Sala Rapid, București Arbitri: Muntean, Turdean |

| 31 mai 2014 17:00 | SCM Craiova | 30 - 22 | CSM Cetate Deva | Sala Polivalentă, Craiova Arbitri: Costin, Vicea |
| 31 mai 2014 17:00 | Dincă 7     | (15-12) | Cartaș 8        | Sala Polivalentă, Craiova Arbitri: Costin, Vicea |
| 31 mai 2014 17:00 |             |         |                 | Sala Polivalentă, Craiova Arbitri: Costin, Vicea |

#### Grupa a 2-a, locurile 10-12
| Poz. | Echipa               | J | V | E | Î | GM | GP  | DG   | P |
| ---- | -------------------- | - | - | - | - | -- | --- | ---- | - |
| 1    | HCM Râmnicu Vâlcea   | 4 | 3 | 0 | 1 | 99 | 89  | + 10 | 9 |
| 2    | CSU Neptun Constanța | 4 | 2 | 1 | 1 | 94 | 84  | 10   | 7 |
| 3    | CSM Ploiești         | 4 | 0 | 1 | 3 | 90 | 110 | - 20 | 1 |

#### Tur
| 14 mai 2014 18:00 | HCM Râmnicu Vâlcea | 27 - 19 | CSM Ploiești | Sala Sporturilor Traian, Râmnicu Vâlcea Arbitri: Eremia, Drăgănescu |
| 14 mai 2014 18:00 | Luca 11            | (12-10) | Roman 13     | Sala Sporturilor Traian, Râmnicu Vâlcea Arbitri: Eremia, Drăgănescu |
| 14 mai 2014 18:00 | 2×                 |         | 4×           | Sala Sporturilor Traian, Râmnicu Vâlcea Arbitri: Eremia, Drăgănescu |

| 17 mai 2014 16:00 | CSU Neptun Constanța | 24 - 16 | HCM Râmnicu Vâlcea | Sala Sporturilor, Constanța Arbitri: Mârza, Nedelea |
| 17 mai 2014 16:00 | Șeiko 8              | (10-6)  | Craiu, Lazarin 3   | Sala Sporturilor, Constanța Arbitri: Mârza, Nedelea |
| 17 mai 2014 16:00 | 5×                   |         | 3×                 | Sala Sporturilor, Constanța Arbitri: Mârza, Nedelea |

| 21 mai 2014 17:00 | CSM Ploiești | 22 - 22 | CSU Neptun Constanța | Sala Sporturilor Olimpia, Ploiești Arbitri: Barbu, Manafu |
| 21 mai 2014 17:00 | Ștefan 6     | (9-12)  | Șeiko 7              | Sala Sporturilor Olimpia, Ploiești Arbitri: Barbu, Manafu |
| 21 mai 2014 17:00 | 3×           |         | 4× 1×                | Sala Sporturilor Olimpia, Ploiești Arbitri: Barbu, Manafu |

#### Retur
| 24 mai 2014 11:00 | CSM Ploiești | 29 - 30 | HCM Râmnicu Vâlcea | Sala Sporturilor Olimpia, Ploiești Arbitri: Iliescu, Manea |
| 24 mai 2014 11:00 | Roman 8      | (16-18) | Luca 8             | Sala Sporturilor Olimpia, Ploiești Arbitri: Iliescu, Manea |
| 24 mai 2014 11:00 | 2×           |         | 2×                 | Sala Sporturilor Olimpia, Ploiești Arbitri: Iliescu, Manea |

| 28 mai 2014 18:00 | HCM Râmnicu Vâlcea | 26 - 17 | CSU Neptun Constanța | Sala Sporturilor Traian, Râmnicu Vâlcea Arbitri: Belean, Călina |
| 28 mai 2014 18:00 | Cherăscu, Luca 5   | (13-10) | Tiron 5              | Sala Sporturilor Traian, Râmnicu Vâlcea Arbitri: Belean, Călina |
| 28 mai 2014 18:00 |                    |         |                      | Sala Sporturilor Traian, Râmnicu Vâlcea Arbitri: Belean, Călina |

| 31 mai 2014 17:00 | CSU Neptun Constanța | 31 - 20 | CSM Ploiești            | Sala Sporturilor, Constanța Arbitri: Năstase, Stancu |
| 31 mai 2014 17:00 | Mărginean 7          | (18-7)  | Georgescu, Zafiriadis 4 | Sala Sporturilor, Constanța Arbitri: Năstase, Stancu |
| 31 mai 2014 17:00 |                      |         |                         | Sala Sporturilor, Constanța Arbitri: Năstase, Stancu |

## Clasamentul final
Tabelul de mai jos prezintă clasamentul final și cupele europene în care echipele fruntașe vor evolua în anul competițional următor:
| Loc                | Echipă               | Competiție europeană      |
| Campioana României | HCM Baia Mare        | Grupele Ligii Campionilor |
| 2                  | Corona Brașov        | Cupa EHF                  |
| 3                  | HC Dunărea Brăila    | Cupa EHF                  |
| 4                  | „U” Jolidon Cluj     | Cupa Cupelor EHF          |
| 5                  | HCM Roman            | Cupa Cupelor EHF          |
| 6                  | HC Zalău             |                           |
| 7                  | CSM București        |                           |
| 8                  | SCM Craiova          |                           |
| 9                  | CSM Cetate Deva      |                           |
| 10                 | HCM Rm. Vâlcea       |                           |
| 11                 | CSU Neptun Constanța |                           |
| 12                 | CSM Ploiești         |                           |